# Лісін Олексій Васильович
Олексі́й Васи́льович Лі́сін (30 березня 1990, с. Гірке, Запорізька область  — 28 квітня 2020, Луганська область) — солдат, водій кулеметного взводу 93-ї механізованої бригади «Холодний Яр» Збройних сил України, учасник російсько-української війни.

## Життєпис
Народився 30 березня 1990 року в Гіркому, Гуляйпільський район. Мешкав у Дніпрі, працював водієм.
Учасник Операції об'єднаних сил. На контракті в ЗСУ, в 93-й бригаді перебував з 2019 року, служив водієм в кулеметному взводі.
Загинув 28 квітня 2020 року на бойовому чергуванні від уламкового поранення в шию під час артилерійського обстрілу калібром 152 мм з боку окупованого Первомайська, поблизу ділянки розведення № 2 «Золоте». На день загибелі перебував у відрядженні, в механізованому взводі 93-ї бригади.
Залишились бабуся, брат із сестрою, наречена та малолітня донька від першого шлюбу. Батьки загинули в пожежі, у власному будинку.
Похований 1 травня 2020 року в рідному селі, поруч з батьками.

## Нагороди та вшанування
- Указом Президента України № 601/2020 від 29 грудня 2020 року «Про відзначення державними нагородами України», за особисту мужність і самовіддані дії, виявлені у захисті державного суверенітету та територіальної цілісності України, нагороджений (посмертно) орденом «За мужність» III ступеня[4].